# Aleksander Chodkiewicz (wojewoda trocki)
Aleksander Chodkiewicz herbu własnego (zm. 1626) – wojewoda trocki od 1605, hrabia (św. Państwa rzymskiego) na Szkłowie i Myszy.
Był starszym bratem Jana Karola.
Studiował prawo i filozofię na jezuickiej akademii w Ingolstadt. W 1588 obronił i ogłosił dysertację De communibus naturalium rerum principiis. W 1589 dla kontynuacji studiów wyjechał do Włoch. W 1590 powrócił na Litwę. W 1595 był posłem na sejm. W 1600 wraz z własnym pocztem zbrojnych towarzyszył bratu w wyprawie na Wołoszczyznę, w 1601 poparł jego działania zbrojne w Inflantach. Brał udział w bitwie pod Kircholmem w 1605. 7 października 1606 roku podpisał ugodę pod Janowcem. 
Deputat na Trybunał Główny Koronny z województwa wołyńskiego w 1610 roku. W 1613 roku został wyznaczony do Trybunału Skarbowego Wielkiego Księstwa Litewskiego. W 1613 roku wyznaczony został senatorem rezydentem. Jedyna córka Anna Eufrozyna wyszła za mąż za chorążego Prokopa Sieniawskiego.